# ألب بروفانس العليا
إقليم ألب بروفانس العليا (بالفرنسية: les Alpes-de-Haute-Provence) وكان اسمه السابق الألب السفلى (بالفرنسية: les Basses-Alpes) حتى عام 1970، هو إقليم فرنسي يقع في منطقة بروفانس ألب كوت دازور في فرنسا، ومركز محافظته هي مدينة دينيي ليه بان. أعطاه كل من المعهد الوطني للإحصاء والدراسات الاقتصادية ومؤسسة لا بوست كود الترقيم البريدي 04.

## تسمية السكان
يتم تسمية سكان إقليم ألب بروفانس العليا بتسمية "الألبيّين الأسافل" (les Bas-Alpins [le baz‿alpɛ̃]) والتي تعني حرفيا سكان الألب السفليين.

## الثقافة
تعرف الجهة بتعدد مأكولاتها ومنها شراب بيارفار الخمري، وجبنة بانون، وكذلك لحوم خرفان سيسترون.

### الجمعيات والرابطات
- الجمعية العلمية والأدبية لألب البروفنس العليا والتي أنشئت سنة 1878 من قبل رئيس أحد الدور المسيحية جان جوزيف مكسيم فيرو.
- ألب دو لوميار التي أسسها بيار مارتال سنة 1953 وهي جمعية غير ربحية معروفة بتوجهاتها السياسية.
- بروساربين وهي جمعية غير ربحية أنشئت في 1993 بهدف حماية فراشات الإقليم التي ما فتئت أن تضاءل حجمها.
- سيبينسا دو لا فاليا هي جمعية ذات اسم إيطالي تهتم بكل ما يتعلق بواد إوباي.

### السينما
لقد تم تمثيل عشرات الأفلام في الإقليم ومنها:
- 1925: البؤساء للمخرج هنري فسكور وبطولة غابريال غابريو.
- 1934: البؤساء للمخرج ريمون برنار وبطولة هاري بور.
- 1953: طريق نابليون للمخرج جان دو لا نوا وبطولة بيار فرينيه.
- 1958: الماء الحي للمخرج فرانسوا فيلييه وبطولة باسكال أودريه.
- 1960: كريسوس: للمخرج جان جيونو وبطولة فرناندال.
- 1970: لا ميزون ديه بوري: للمخرج جاك دونيول فالكروز وبطولة ماري دوبوا.
- 1973: قضية دومينيتشي للمخرج كلود برنار أوبار وبطولة جان غابين.
- 1981: ليه بابا كول للمخرج فرانسوا لوتارييه وبطولة كريستيان كلافييه.
- 1986: جان دو فلورات للمخرج كلود بيري وبطولة دانيال أوتوي وجيرارد ديبارديو وإيف مونتون.
- 1988: لا ميزون أساسينيه للمخرج جورج لوتنر وبطولة باتريك برويال.
- 1989: بعد الحرب للمخرج جان لو هوبار وبطولة ريتشارد بورانجيه.
- 1995: لو هوصار سور لا توا للمخرج جان بول رابينو وبطولة جولييت بينوش وأوليفر مارتينيز وفرانسوا كلوزات.

## مقالات ذات صلة
- أقاليم فرنسا.
- مجلس ألب البروفنس العليا العام (مجلس عام).

## روابط خارجية
- الموقع الرسمي لمجلس ألب البروفنس العليا العام.
- الموقع الرسمي لهيئة محافظة ألب البروفنس العليا.